# Kruppe

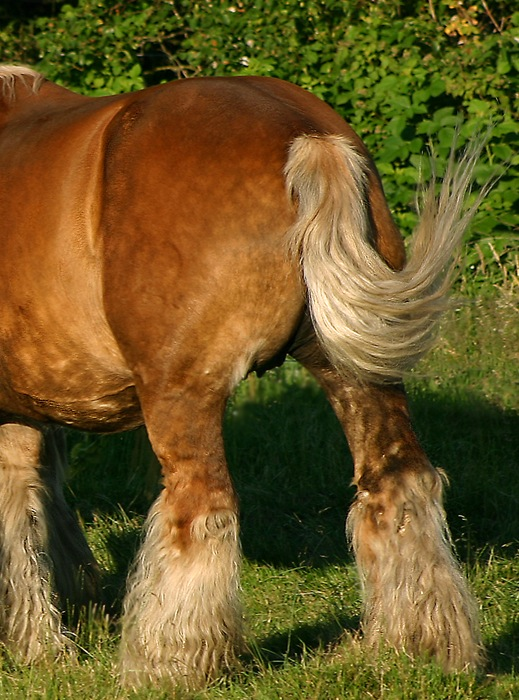
Kruppe bei einem Pferd

Die Kruppe (auch Croupon) ist eine Körperregion bei Säugetieren, die sich im Übergangsbereich zwischen Lendenwirbelsäule, Kreuzbein und Schwanzwirbeln befindet. In der topographischen Anatomie heißt dieser Bereich Regio glutaea (Gesäßregion bzw. bei Tieren Kruppengegend). Ihre Form ist besonders bei Pferden und Hunden von Bedeutung, da sie ein entscheidendes Merkmal für die Verwendbarkeit des Tieres darstellen kann (zum Beispiel bei Pferden, siehe Exterieur: Kruppe) oder wie bei Hunden ein Merkmal der jeweiligen Hunderasse darstellt, das in den Standards vorgeschrieben ist (siehe Haushund: Anatomie).